# Peredil, Ripkî
Peredil (în ucraineană Переділ) este un sat în așezarea urbană Radul din raionul Ripkî, regiunea Cernihiv, Ucraina.

## Demografie
Componența lingvistică a localității Peredil
     Ucraineană (80,95%)
     Rusă (19,05%)
Conform recensământului din 2001, majoritatea populației localității Peredil era vorbitoare de ucraineană (80,95%), existând în minoritate și vorbitori de rusă (19,05%).